# Ondřej Moravec
Ondřej Moravec (Ústí nad Orlicí, 9 juni 1984) is een Tsjechische biatleet. Hij vertegenwoordigde zijn vaderland op de Olympische Winterspelen 2006 in Turijn, op de Olympische Winterspelen 2010 in Vancouver en op de Olympische Winterspelen 2014 in Sotsji.

## Carrière
Moravec maakte zijn wereldbekerdebuut in januari 2003 in Ruhpolding. Twee jaar later scoorde hij in Ruhpolding zijn eerste wereldbekerpunten. In maart 2008 behaalde de Tsjech zijn eerste toptienklassering in een wereldbekerwedstrijd, om in december 2012 voor de eerste maal in zijn carrière op het wereldbekerpodium te staan. Op 3 maart 2013 boekte hij in Oslo zijn eerste wereldbekerzege.
In zijn carrière nam de Tsjech vijf keer deel aan de wereldkampioenschappen biatlon. Zijn beste individuele resultaat was de vierde plaats op zowel de 20 kilometer individueel als de 15 kilometer massastart tijdens de wereldkampioenschappen biatlon 2013 in Nové Město. Op datzelfde toernooi veroverde hij samen met Veronika Vítková, Gabriela Soukalová en Jaroslav Soukup de bronzen medaille op de gemengde estafette.
Tijdens de Olympische Winterspelen van 2006 in Turijn eindigde Moravec als 32e op de 10 kilometer sprint en als 39e op de 12,5 kilometer achtervolging. Samen met Zdeněk Vítek, Roman Dostál en Michal Šlesingr eindigde hij als zesde op de estafette. Op de Olympische Winterspelen van 2010 in Vancouver eindigde hij als 67e op de 10 kilometer sprint. Op de Olympische Winterspelen van 2014 in Sotsji eindigde hij tweede in de achtervolging, achter Martin Fourcade. Samen met Veronika Vítková, Gabriela Soukalová en Jaroslav Soukup behaalde Moravec een tweede zilveren medaille in de gemengde estafette. In de massastart behaalde Moravc brons.
Op de wereldkampioenschappen biatlon 2015 werd Moravec aan de zijde van Veronika Vítková, Gabriela Soukalová en Michal Šlesingr wereldkampioen in de gemengde estafette. Hij behaalde nog een zilveren medaille op de massastart en brons in het individuele nummer.

## Resultaten

### Olympische Spelen
| Jaar | Plaats    | Resultaten |
| ---- | --------- | --- |
| 2006 | Turijn    | 32e 10 km sprint 39e 12,5 km achtervolging 6e 4x7,5 km estafette                                                                 |
| 2010 | Vancouver | 67e 10 km sprint |
| 2014 | Sotsji    | 12,5 km achtervolging · gemengde estafette · 15 km massastart · 8e 10 km sprint · 11e 4×7,5 km estafette · 18e 20 km individueel |

### Wereldkampioenschappen
| Jaar | Plaats           | Resultaten |
| ---- | ---------------- | --- |
| 2007 | Antholz          | 56e 10 km sprint 49e 12,5 km achtervolging 5e 4x7,5 km estafette 8e Gemengde estafette                                                 |
| 2008 | Östersund        | 44e 20 km individueel 7e 4x7,5 km estafette 12e Gemengde estafette                                                                     |
| 2011 | Chanty-Mansiejsk | 82e 10 km sprint 10e 4x7,5 km estafette 11e Gemengde estafette                                                                         |
| 2012 | Ruhpolding       | 12e 20 km individueel 18e 10 km sprint 15e 12,5 km achtervolging 13e 15 km massastart 9e 4x7,5 km estafette 8e Gemengde estafette      |
| 2013 | Nové Město       | 4e 20 km individueel · 35e 10 km sprint · 31e 12,5 km achtervolging · 4e 15 km massastart · 6e 4x7,5 km estafette · Gemengde estafette |
| 2015 | Kontiolahti      | Gemengde estafette · 15 km massastart · 20 km individueel · 6e 4x7,5 km estafette · 9e 12,5 km achtervolging · 9e 10 km sprint         |

### Wereldbeker
Eindklasseringen
| Seizoen   | Algemeen | Individueel | Sprint | Achtervolging | Massastart |
| --------- | -------- | ----------- | ------ | ------------- | ---------- |
| 2004/2005 | 83e      | -           | 74e    | 64e           | -          |
| 2005/2006 | 51e      | -           | 56e    | 37e           | -          |
| 2006/2007 | 55e      | -           | 42e    | 54e           | -          |
| 2007/2008 | 45e      | -           | 35e    | 40e           | -          |
| 2008/2009 | 99e      | 71e         | -      | -             | -          |
| 2009/2010 | 66e      | 69e         | 58e    | 71e           | -          |
| 2010/2011 | 51e      | 53e         | 48e    | 46e           | -          |
| 2011/2012 | 28e      | 18e         | 32e    | 30e           | 28e        |
| 2012/2013 | 12e      | 5e          | 23e    | 14e           | 5e         |
| 2013/2014 | 15e      | 11e         | 14e    | 23e           | 9e         |
| 2014/2015 | 6e       | 10e         | 7e     | 12e           | 5e         |
| 2015/2016 | 25e      | 21e         | 39e    | 28e           | 12e        |
| 2016/2017 | 12e      | 10e         | 12e    | 15e           | 13e        |
| 2017/2018 | 27e      | 5e          | 25e    | 34e           | 27e        |

Wereldbekerzeges
| Nr.         | Datum            | Plaats           | Onderdeel          |
| Individueel | Individueel      | Individueel      | Individueel        |
| ----------- | ---------------- | ---------------- | ------------------ |
| 1.          | 3 maart 2013     | Oslo             | 15 km massastart   |
| Estafettes  |                  |                  |                    |
| 1.          | 24 november 2013 | Östersund        | Gemengde estafette |
| 2.          | 5 maart 2015     | Kontiolahti (WK) | Gemengde estafette |